# Breviceps verrucosus
Breviceps verrucosus är en groddjursart som beskrevs av Rapp 1842. Breviceps verrucosus ingår i släktet Breviceps och familjen Brevicipitidae. IUCN kategoriserar arten globalt som livskraftig. Inga underarter finns listade.